# L'erba voglio
L'erba voglio è stata una rivista a cadenza bimestrale pubblicata a Milano dal 1971 al 1977, appartenente all'area politica della sinistra extraparlamentare e del femminismo.

## Storia
La rivista nasce prendendo il nome del libro omonimo L’erba voglio. Pratica non autoritaria nella scuola, uscito per l'editore Einaudi in prima edizione nel 1971 a cura di Elvio Fachinelli, Luisa Muraro e Giuseppe Sartori. L'opera raccoglieva le relazioni tenute a due convegni dedicati alle Esperienze non autoritarie nella scuola tenutisi a Milano nel giugno e settembre del 1970. Il libro ebbe un grande successo e si diffuse anche in ambienti estranei alla scuola, e molte persone risposero all'invito di proseguire la discussione intorno ai temi dell'antiautoritarismo attraverso la cartolina contenuta nel volume, comunicando i propri nominativi all'editore. Per venire incontro a tale interesse viene fondata la rivista, bimestrale ma irregolare, che uscirà per trenta numeri totali fino al 1977.
Nel 1976 si affianca alla rivista una collana editoriale omonima che pubblicherà alcuni testi classici del movimento della sinistra extraparlamentare e del femminismo italiani degli anni settanta come Alice è il diavolo - Storia di una radio sovversiva del collettivo bolognese A/traverso,  L'infamia originaria di Lea Melandri, La freccia ferma. Tre tentativi di annullare il tempo di Elvio Fachinelli e il romanzo Boccalone di Enrico Palandri. Alla cessazione della rivista, la casa editrice L'erba voglio continua invece le sue pubblicazioni per alcuni anni.
Una prima antologia della rivista, curata da Fachinelli e Lea Melandri, avrebbe dovuto entrare a far parte dell'opera L'orda d'oro di Nanni Balestrini, ma vide invece la luce, in forma ampliata, solo nel 1998, quando uscì in prima edizione per l'editore Baldini&Castoldi.

## Contenuti
La rivista nasce con l'intento di rappresentare la discussione di gruppi spontanei e nuclei locali di ricerca non afferenti a partiti politici tradizionali, ma fu Elvio Fachinelli a determinarne in buona misura l'orientamento teorico e politico a partire da un marxismo rivisto in senso umanistico, con particolare attenzione ai temi della liberazione dell'uomo dai vincoli del lavoro imposto, del pregiudizio e dell'autoritarismo. 
Trovano infatti spazio sulle pagine della rivista temi rimossi dalla teoria marxista ufficiale come quelli del corpo, della sessualità, della vita affettiva, dei rapporti all'interno della famiglia, delle differenti fasi della vita dalla nascita alla morte, visti ad esempio attraverso racconti sulle condizioni di vita nelle fabbriche, nella scuola e negli ospedali. Importanti, oltre a quelle del pensiero politico del tempo, sono le influenze della psicoanalisi e della pedagogia, accanto a una focalizzazione sugli effetti dei ruoli di genere sulla vita quotidiana e sul pensiero.
Fra gli autori pubblicati o intervistati si annoverano, oltre a Fachinelli, Melandri e Muraro, Goffredo Fofi, Giovanni Jervis, Giuseppe Leonelli, Enzo Mari, Mario Mieli, Gianni De Martino, Luisa Passerini, Mario Perniola, Giuliano Scabia e Roberto Roversi. 
Diversi fascicoli della rivista ospitano illustrazioni, vignette e fotografie, molte delle quali non firmate. Alcune firme presenti risultano quelle di Frank Asch, Alfredo Chiappori, Tullio Pericoli, Emanuele Pirella e Jean-Marc Reiser. La grafica della rivista viene curata, fino alla sua morte nel 1973, da Albe Steiner.